# Cantón de Saint-Léger-sous-Beuvray
El cantón de Saint-Léger-sous-Beuvray era una división administrativa francesa, que estaba situada en el departamento de Saona y Loira y la región de Borgoña.

## Composición
El cantón estaba formado por siete comunas:
- Étang-sur-Arroux
- La Comelle
- La Grande-Verrière
- Saint-Didier-sur-Arroux
- Saint-Léger-sous-Beuvray
- Saint-Prix
- Thil-sur-Arroux

## Supresión del cantón de Saint-Léger-sous-Beuvray
En aplicación del Decreto nº 2014-182 de 18 de febrero de 2014, el cantón de Saint-Léger-sous-Beuvray fue suprimido el 22 de marzo de 2015 y sus 7 comunas pasaron a formar parte del nuevo cantón de Autun-2.